# Víctor Sastre
Víctor Sastre nacido el 24 de julio de 1943 en El Barraco (provincia de Ávila) es el fundador y director de la Fundación Provincial Deportiva Víctor Sastre, dedicada a la promoción del ciclismo de base en la Sierra de Gredos (Ávila).
Es el padre de Carlos Sastre, ganador del Tour de Francia 2008.

## Escuela de ciclismo
La escuela se encuentra en El Barraco y en sus inicios en los años 80 llevó el nombre de Ángel Arroyo, un famoso ciclista también natural de la localidad. Su lema es  "Ilusión, respeto y sacrificio".
Actualmente la escuela cuenta con cuatro equipos llamados Escuela, Cadetes, Júnior y Élite Sub-23, en función de las edades de los ciclistas.
Víctor Sastre se ha erigido en uno de los máximos defensores del ciclismo sin dopaje y a la vez en el principal descubridor de talentos de España.
Por la escuela han pasado muchos ciclistas que después se han convertido en profesionales como pueden ser:
- José María Jiménez, El Chava, ganador de cuatro maillots de la montaña y de 9 etapas en la Vuelta y campeón de España.
- Carlos Sastre, hijo y ganador del Tour de Francia 2008, pódium en varias ocasiones en Tour y Vuelta.
- Francisco Mancebo, pódium en la Vuelta y etapa, campeón de España y mejor joven del Tour.
- Pablo Lastras, ganador de etapa en las tres Grandes Vueltas.

Además de otros ciclistas profesionales menos reconocidos como:
- David Navas
- Curro García
- Francisco Ignacio San Román
- Óscar Pujol
- Miguel Ángel Candil
- Rubén Calvo